# Marlhes
 Marlhes  es una población y comuna francesa, situada en la región de Ródano-Alpes, departamento de Loira, en el distrito de Saint-Étienne y cantón de Saint-Genest-Malifaux.

## Demografía
| 1015 | 971 | 981 | 1021 | 1094 | 1305 |
| Para los censos de 1962 a 1999 la población legal corresponde a la población sin duplicidades (Fuente: INSEE [Consultar]) |     |     |      |      |      |

## Personajes vinculados
- Marcelino Champagnat, fundador de las Escuelas Maristas, nació aquí.